# Rudolf Ernst Peierls
Sir Rudolf Ernst Peierls, nemško-britanski fizik, * 5. junij 1907, Berlin, Nemčija, † 19. september 1995, Oxford, Anglija.
Peierls je imel pomembno vlogo pri britanskem jedrskem programu in razvoju jedrske fizike v Združenem kraljestvu.
V letu 1980 je prejel Nagrado Enrica Fermija, leta 1982 Mateuccijevo medaljo, leta 1986 pa Copleyjevo medaljo.